# Božićne pjesme (ploča)
Nosač zvuka pod nazivom Božićne pjesme objavio je tadašnji Jugoton (LPY - V - 673) 1966. godine. Pjesme je izvelo Hrvatsko seljačko pjevačko društvo "Podgorac" iz Gračana kod Zagreba pod ravnanjem gospodina Mirka Cajnera. Bila je to prva objava gramofonske ploče s hrvatskim božićnim pučkim napjevima nakon II. svjetskog rata.
‎

## Sadržaj
Sadrži 15 napjeva.
- A1		Narodi nam se
- A2		Veselje ti navješćujem
- A3		Kyrie Eleison
- A4		Djetešce nam se rodilo
- A5		Svim na zemlji
- A6		O pastiri, čudo novo
- A7		Radujte se narodi
- A8		O Betleme

- B1		U se vrime godišća
- B2		Veseli se, Majko Božja
- B3		Rodio se Bog
- B4		Uspavanka malome Isusu
- B5		Spavaj, Sinko
- B6		O pastiri, vjerni čuvari
- B7		Tri kralja jahahu